# Hotel Central (Sarajevo)
Hotel Central je jeden z hotelů v centru bosenské metropole Sarajevo. Nachází se na rohu ulic Zelenih beretki a Ćumurija. Vznikl v 80. letech 19. století, v rámci rozvoje bosenské metropole během rakousko-uherské nadvlády. Budovu vyprojektoval chorvatský architekt Josip Vancaš.
Na rozdíl od řady dalších objektů, které vznikaly v tehdy rodícím se moderním centru metropole Sarajeva, a které odkazovaly na architekturu Vídně a dalších měst tehdejšího mocnářství, Vancaš se inspiroval orientální architekturou, především islámu. Pro rohovou budovu se dvěma patry navrhl okna v tvarech typických pro blízký východ s orientálními motivy, podkovovitými oblouky na prvním patře. Roh budovy zdůraznil balkónem v prvním patře a kupolí. Hotel byl dokončen roku 1889 a byl druhým hotelem ve městě hned po Hotelu Europa.
Během války v 90. letech 20. století byl hotel z velké části zničen a poté kompletně rekonstruován. Při obnově byly ponechány pouze obvodové zdi a vnitřek stavby byl vybudován znovu. Obnova fasád si kladla za cíl především ponechání původního architektonického ztvárnění jednotlivých dekorativních prvků. Rekonstrukce byla dokončena v roce 2008.